# Quaccherismo

La stella quacchera, utilizzata a partire dal XIX secolo e tutt'oggi ancora in uso

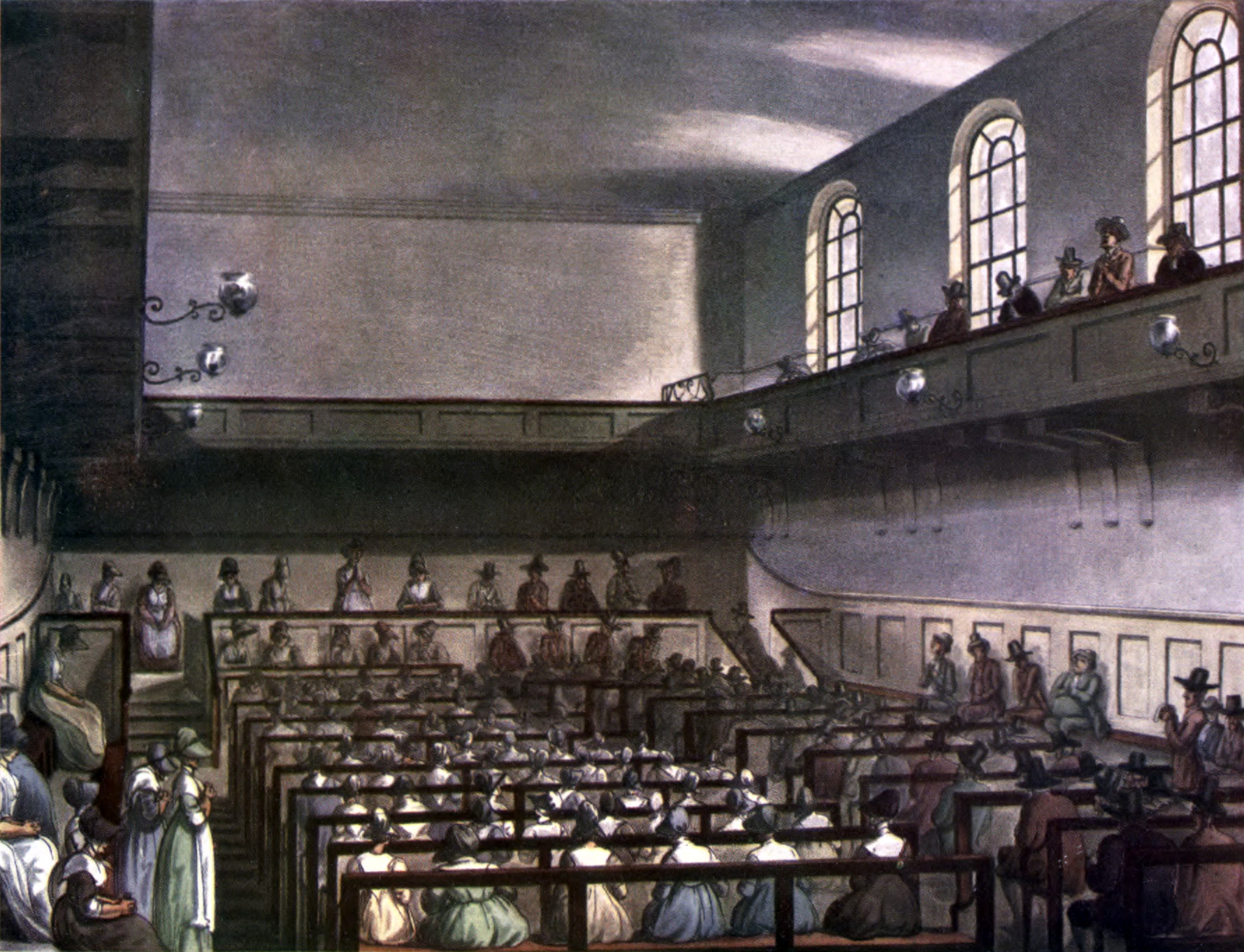
Riunione di quaccheri nel 1809

Il quaccherismo (nome con cui è conosciuta la Società degli Amici) è un movimento cristiano nato nel XVII secolo in Inghilterra appartenente al puritanesimo, che asserisce il sacerdozio di tutti i credenti. I membri sono conosciuti come "amici" o comunemente come "quaccheri", anche se in origine si definivano "figli della Luce". Il movimento ebbe inizio in Inghilterra a metà del XVII secolo quando alcuni predicatori (tra cui Robert Barclay, James Nayler, George Fox, Edward Burrough, Margaret Fell, Elizabeth Hooton, Mary Fisher, George Whitehead e Francis Howgill) riunirono gruppi di dissidenti inglesi nel desiderio di ripristinare ciò che ritenevano fossero le pratiche della Chiesa primitiva.
In passato i quaccheri si distinguevano per alcune pratiche religiose che li differenziavano profondamente dalle altre dottrine cristiane, come il rifiuto di gerarchie ecclesiastiche e sacramenti, o l'utilizzo del "thou" come un pronome ordinario, invece del comune "you", il rifiuto di partecipare a guerre o formulare giuramenti, il vestire abiti identici, il voler abolire la schiavitù e il proibire il consumo di alcolici. Alcuni quaccheri fondarono inoltre banche e istituzioni finanziarie quali Barclays, Lloyds Bank e Friends Provident; compagnie manifatturiere come Clarks, Cadbury, Rowntree's e J. S. Fry & Sons; e opere filantropiche come riforme del sistema penitenziario e progetti d'uguaglianza sociale.

## Origine del termine
Il termine deriva dall'inglese quaker, cioè "tremante". Era l'appellativo con cui venivano indicati, gli appartenenti a un movimento protestante, sorto nell'ambito della Chiesa anglicana in Inghilterra nel XVII secolo, perché nelle loro riunioni, quando essi ritenevano stesse scendendo lo Spirito, avevano alcune manifestazioni esteriori, fisiche (fremiti estatici), tra cui il tremore.
Secondo il fondatore George Fox, il primo a chiamarli quakers, ossia "tremanti", fu il magistrato chiamato a pronunciarsi sulle accuse di blasfemia, un certo Bennet. Nella sua autobiografia, Fox ricorda che Bennet «...fu il primo a chiamarci "tremanti", perché io li ammonii di tremare davanti alla parola del Signore.» Si pensa che Fox si stesse riferendo a brani della Bibbia come in Isaia 66.2 o Esdra 9.4.

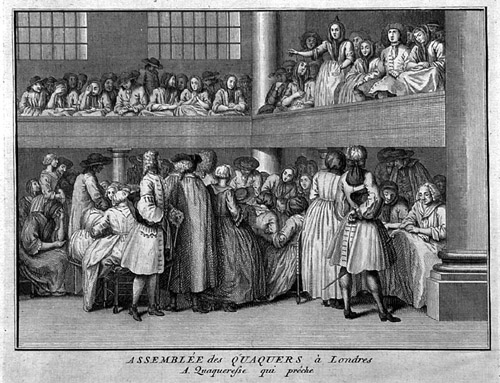
Assemblea di donne quacchere in concilio a Londra.

Costoro preferivano autodefinirsi Society of friends, ossia "Società degli amici" (di Gesù), e traevano questo nome dal Vangelo di Giovanni 15,15, in cui Gesù dice ai discepoli: "Io non vi chiamo più servi; perché il servo non sa quel che fa il suo signore; ma voi vi ho chiamati amici, perché vi ho fatto conoscere tutte le cose che ho udite dal Padre mio".

## Fondatore

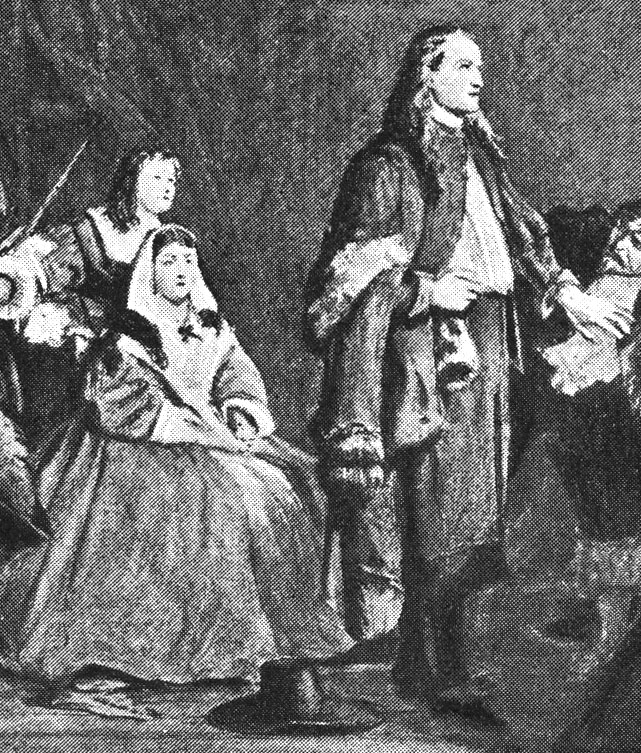
Fox rifiuta di giurare, particolare di un dipinto di John Pettie del 1863.

Il loro fondatore si chiamava George Fox. Egli (1624-1691) nacque da una famiglia puritana, e crebbe in un rigido moralismo. All'età di 19 anni (1643), considerando la sua religione troppo formale e istituzionalizzata, e convinto che essa fosse venuta meno ai principi biblici di santità, cominciò la sua ricerca spirituale. Si confrontò, Bibbia alla mano, con la realtà religiosa del suo tempo, cercando delle risposte che potessero appagare il desiderio della sua anima, ma senza risultato.
Trascorsi quattro anni circa (1647), ecco l'illuminazione che tanto aspettava. Nel suo diario si legge: «Quando la Luce spuntò, tutto ciò che non era toccato da essa mi apparve come tenebre, morte, tentazione, realtà peccaminosa e priva di Dio: la Luce rendeva tutto manifesto e visibile.».
In questa sua rivelazione mistica, si sentì appagato completamente e scoprì che l'uomo deve essere fortificato e guidato nel suo cammino di fede da una "luce divina" interiore e non da un libro, anche importante come la Bibbia, o da una classe di ministri ordinata, né da riti come il battesimo o la cena del Signore; questi erano stati, sì, strumenti usati da Dio, ma inferiori alla "luce interiore" che Egli aveva realizzato.
Forte di ciò, si mise subito a predicare. Il suo slogan era: "Per troppo tempo Cristo è stato chiuso nella Bibbia e nei riti religiosi, sia Egli il vostro profeta, il vostro sacerdote, il vostro re, ubbiditegli", ottenendo un buon successo e formando una comunità ben nutrita di "illuminati".
Nel giro di solo tre anni si potevano contare 50.000 quaccheri e il numero raddoppiò prima della fine del secolo. Non va però confuso il quaccherismo delle origini con l'attuale teologia quacchera, infatti questo gruppo nacque durante gli anni più intricati delle guerre civili e rivoluzionarie inglesi, quando in Inghilterra (e nelle rimanenti parti del Regno Unito) si aggiravano congreghe di santoni, profeti, santi autoproclamati, libertini, eretici, ecc.
In questo contesto, influenzato dalla Famiglia del libero amore, dagli anabattisti radicali, dai livellatori e dai ranters (che, pur molto simili ai quaccheri in origine, divennero libertini con sfumature panteistiche, deistiche o addirittura atee), nacque e si diffuse il messaggio quacchero. Dalle altre sette coeve si distanziò inizialmente non per un suo maggior rispetto per l'ordine costituito (che era rifiutato in toto), ma per l'atteggiamento quietistico, alieno alla violenza, tollerante verso gli adepti di altre congregazioni. Avevano comunque un atteggiamento irrispettoso delle esteriorità (non si toglievano mai il cappello per salutare i nobili) e delle convenzioni sociali su cui si reggeva il governo, tanto quello parlamentare, quanto quello monarchico, e, a differenza delle altre sette, seppero organizzarsi per resistere alle persecuzioni, con spirito di martirio.

## Dottrina

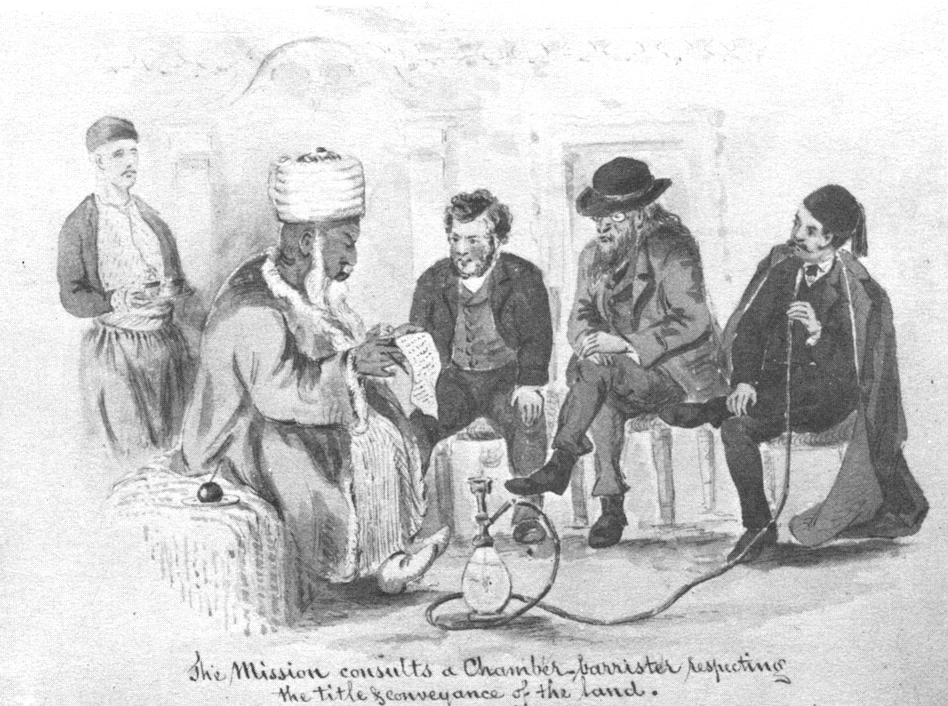
Missionari quaccheri in Libano nel 1876.

Il teologo-guida della "Società degli amici" fu Robert Barclay (1648-1690), che pubblicò in latino L'apologia dei Quaccheri (1678), dalla quale viene tratta la dottrina dei quaccheri, che presenta alcuni tratti distintivi:
- colui che rivela Dio e concede la "luce interiore" (la verità) è lo Spirito Santo; la Bibbia, quindi, è una regola secondaria;
- in virtù di questa "luce interna", tutti (uomini e donne) possono essere usati dallo Spirito, pertanto non è necessario un ministero ordinato;
- poiché la fede cristiana è di natura spirituale, i riti o simboli come il battesimo e la santa cena non sono necessari, ma è importante una condotta illuminata dalla semplicità e dalla santità in tutte le sfere della vita;
- come figli di luce e del regno, i cristiani sono chiamati a proclamare la pace e a rigettare la guerra in tutte le sue manifestazioni e per questo rifiutano di fare il servizio militare e la lotta di classe;
- infine, sempre secondo il loro intendimento, il Vangelo proibisce di giurare davanti ai tribunali e fregiarsi di titoli onorifici umani.

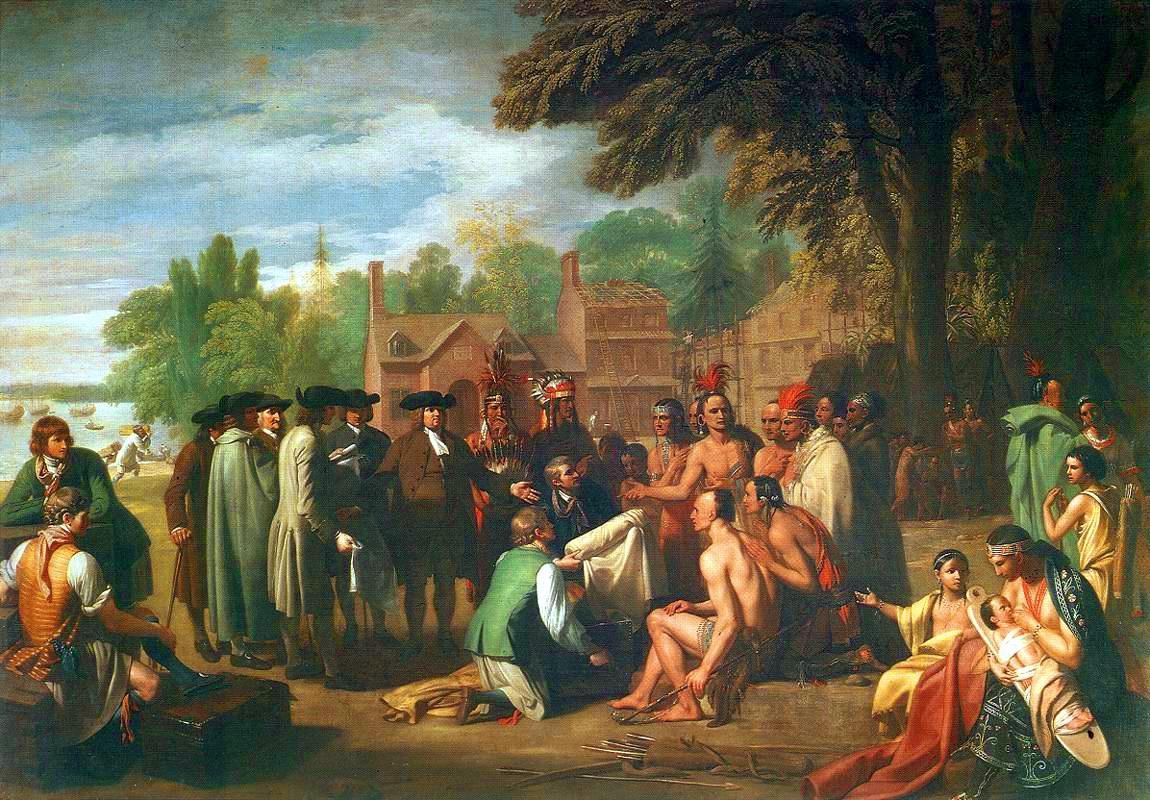
Il Trattato di Penn con gl'indiani, dipinto di Benjamin West, 1771-1772.

Per questo loro modo di cantare fuori dal coro, per usare una metafora, i quaccheri vennero duramente perseguitati, incarcerati, maltrattati e molti morirono per le loro idee. Lo stesso Fox, a motivo della sua attività evangelica e per la sua intransigenza, comparve molte volte davanti a giudici, riportando otto condanne al carcere, e una volta scontò otto anni di prigione; nel 1653 gli venne inflitta la pena di morte, che non venne eseguita solamente per l'intervento di alcune personalità straniere.
Egli prolungò il suo raggio d'azione anche fuori dall'Inghilterra: viaggiò per il continente europeo, intraprese la predicazione nelle Indie occidentali e infine nell'America del nord. Smise la sua frenetica attività di predicatore itinerante a Londra, quando giunse la morte.
Il testimone passò a William Penn, che continuò il lavoro che Fox aveva svolto nell'America del nord, fino a fondare un proprio stato libero, uno stato "quacchero" nella regione a ovest di Delaware nel 1682, chiamata poi da re Giacomo II Pennsylvania, dal nome di Penn. Il nome Pennsylvania che significa "boschi di Penn" fu scelto dallo stesso William Penn, fondatore dello stato, che voleva onorare il padre e indicare la natura boscosa del territorio.
A William Penn si deve anche la prima proposta per la creazione di un Parlamento europeo: già nel 1693, egli propose l'istituzione di un Parlamento con rappresentanti di tutte le nazioni europee, con un numero di deputati eletti in proporzione alla grandezza del paese.

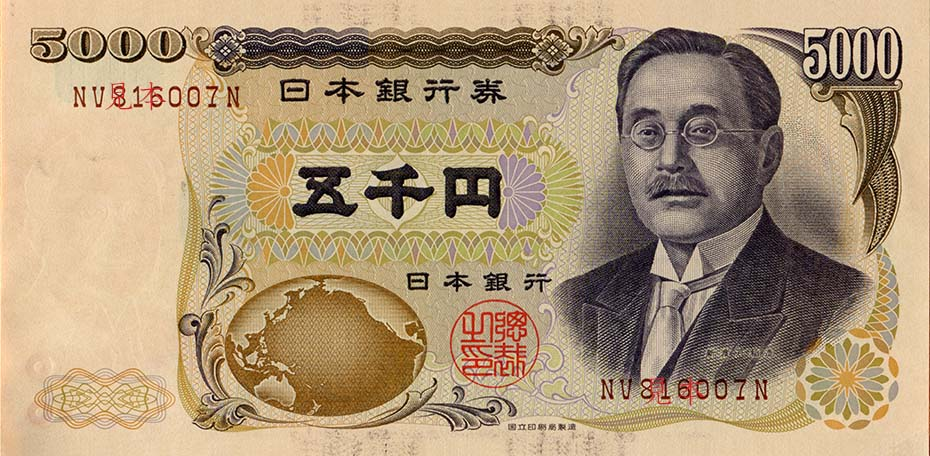
Inazō Nitobe, uno dei più celebri politici ed educatori quaccheri giapponesi, ritratto su una banconota Serie D da 5000 yen.

Questo movimento si diffuse rapidamente per tutta l'America e s'impegnò molto in varie battaglie in campo sociale, come l'abolizione della schiavitù, l'estensione dell'istruzione popolare e le riforme nelle carceri e nei manicomi; essi anche nella prima e seconda guerra mondiale, si distinsero per la loro opera di assistenza, tanto da conquistare il premio Nobel per la pace, nel 1947. Il movimento quacchero esercitò un importante influsso sul pensiero del filosofo statunitense Ralph Waldo Emerson. Anche alcuni pacifisti europei furono attratti dagli ideali dei quaccheri, come ad esempio il fondatore del Servizio civile internazionale, lo svizzero Pierre Ceresole.
Nel primo Settecento nacque il ramo quacchero degli Shakers, conosciuti anche come la Società unita dei credenti nella seconda apparizione del Cristo.

## Recorded Minister
Nella tradizione quacchera, un Recorded Minister ("ministro accreditato") è un individuo di sesso maschile o femminile, al quale la comunità quacchera riconosceva il dono della predicazione.
Secondo il dizionario biografico di Edward H. Milligan, a partire dal London Yearly Meeting del 1730 si diffuse la pratica di riunirsi una volta al mese per nominare un nuovo ministro predicatore quacchero, riconosciuto come tale all'interno della Religious Society of Friends of Truth.

Non vi sono attestazioni di tale pratica nei London Yearly Meeting successivi al 1924.
In accordo con la dottrina precedentemente esposta, per i ministri non era previsto nessun rito di ordinazione né era loro chiesto di pagare per questo servizio gratuito.
Nel XX secolo, i ministeri si specializzarono in molteplici ruoli: ministero di educatore, cappellano, della parola o pastore.

## Diffusione

### Nel mondo
I quaccheri sono diffusi principalmente negli Stati Uniti (Pennsylvania) e in Canada (Montréal) ma anche in Europa (soprattutto nel Regno Unito, in Irlanda e in Ungheria, in Svizzera), in Oceania (Australia e Nuova Zelanda), in Africa (Burundi, Kenya, Uganda, Ruanda, Tanzania, Madagascar, Nigeria, RD del Congo e Sudafrica), in Asia (Indonesia, Taiwan, Cambogia, India e Giappone) e in Sud America (Bolivia e Guatemala); in Medio Oriente (Libano e Palestina) contano solo poche decine di membri.

### In Italia
In Italia l'attività dei quaccheri non è mai stata particolarmente rilevante. Per diversi anni vi è stata una presenza di simpatizzanti (“Amici degli Amici” o “Amici dei Quaccheri”), che hanno avuto come coordinatore nazionale fino al 1994 Davide Melodia. L'attuale gruppo di Bologna – che pubblica anche ''Lettera Quacchera'' – nasce da un documento, “La Nostra Via”, sottoscritto da un gruppo di “Amici degli Amici” nel settembre 1998, e celebra ora gli incontri silenziosi due volte al mese presso la Scuola di Pace bolognese, un'attività avviata da Pier Cesare Bori (1937–2012).
Tra i quaccheri "di importazione" si ricorda l'imprenditore e filantropo Thomas Hanbury, stabilitosi nel 1871 con la sua famiglia nella zona tra Ventimiglia e Mentone, dove realizzò i giardini eponimi.

## Nella cultura di massa
- Il gentile fanciullo, racconto di Nathaniel Hawthorne del 1837
- Moby Dick, romanzo di Herman Melville del 1851
- Beauty's Worth, film di Robert G. Vignola del 1922
- Bedlam, film di Mark Robson del 1946 basato sulla serie pittorica Il Libertino di William Hogarth
- L'ultima conquista, film di James Edward Grant del 1947
- Mezzogiorno di fuoco, film di Fred Zinnemann del 1952
- La legge del Signore, film di William Wyler del 1956 basato sul romanzo The Friendly Persuasion di Jessamyn West
- Il grande sentiero, film di John Ford del 1964
- La lettera scarlatta, film di Roland Joffé del 1995
- Il mio amico Einstein, film di Philip Martin del 2008
- 7 psicopatici, film di Martin McDonagh del 2012
- L'ultima fuggitiva, romanzo di Tracy Chevalier del 2013 ha come protagonista una quacchera, Honor Bright.
- Maggie's Plan, film di Rebecca Miller, ha come protagonista una quacchera, interpretata da Greta Gerwig.
- la figlia del matematico, romanzo di Laura Kinsale del 2007, ha per protagonista una quacchera, Archimedea (Maddy) Timms
- In Six Feet Under, quinta stagione, Maggie Sibley, figlia di George Sibley, è una quacchera praticante
- Nell'albo a fumetti Sangue in Paradiso Tex Willer difende una comunità di quaccheri da una banda di prepotenti.